# USS Woolsey (DD-77)
USS Woolsey (DD-77) — американский эскадренный миноносец типа «Викс». Назван в честь коммодора Меланктона Вулси, участника англо-американской войны.

## История
Корабль был заложен на верфи в городе Бат, штат Мэн. 30 сентября 1918 года эсминец вступил в строй под командованием лейтенант-коммандера Фредерика Макнэйра.

После погрузки боеприпасов и снаряжения корабль вышел из Бостона и направился в Нью-Йорк, куда прибыл 9 октября. Там он присоединился к линкору Virginia и 13 октября вышел вместе с ним, сопровождая конвой HX-52. Переход прошёл без происшествий и 22 октября конвой был передан британским силам прикрытия, а Woolsey направился в ирландский порт Банкрана, куда прибыл 23 октября. После двухдневного отдыха корабль направился в Нью-Йорк, по пути совершив дозаправку в порту Понта-Делгада на Азорских островах.
11 ноября воюющие стороны заключили перемирие. В начале декабря корабль направился обратно в Европу, где должен был войти в состав американского контингента. 20 декабря эсминец прибыл в Брест.
В течение следующих семи месяцев корабль выполнял различные задачи в Европе. Большая часть времени была занята перевозкой пассажиров и почты между Брестом и портами на юге Великобритании (в частности Плимутом и Саутгемптоном). 11 марта 1919 года был одним из четырёх эсминцев, сопровождавших лайнер George Washington, на котором в Брест прибыл президент США Вудро Вильсон.
В конце июня 1919 года Woolsey покинул Францию, чтобы сопроводить лайнер с президентом на борту обратно в США. 8 июля корабли прибыли на рейд Хэмптон-Роудс.

Десятью днями позже корабль получил новое назначение и, через Панамский канал, направился на Тихий океан. Приняв участие в манёврах у берегов Гавайских островов, эсминец перешёл на базу в Сан-Диего.

31 мая 1920 года Woolsey встал на ремонт на верфи Mare Island, где пробыл до конца октября. После ремонта нёс службу в составе Тихоокеанского флота США.

Утром 26 февраля 1921 года, неподалёку от острова Койба, эсминец столкнулся с транспортным судном SS Steel Inventor и затонул. 17 членов команды получили ранения, 1 погиб, а 15 пропало без вести. Сто выживших при крушении моряков были подобраны эсминцем Aaron Ward.